# Никольский собор (Казань)
Нико́льский собо́р (тат. Никольский соборы) — храмовый комплекс Казанской епархии Русской православной церкви, расположенный в Вахитовском районе Казани, на улице Баумана. С 1946 по 2021 год, до воссоздания главного собора Богородицкого монастыря, выполнял роль кафедрального собора епархии.
Ансамбль Никольского собора является памятником культовой архитектуры и городской достопримечательностью.

## История
Из писцовых книг Казани и Казанского уезда известно, что в 1565 году на месте Никольского собора действовала деревянная церковь Святого Николая Чудотворца, именуемая «церковью Николы Боровского».
Позднее, в конце XVII века вместо деревянной церкви был выстроен бесстолпный одноглавый каменный храм — двухпрестольная Николо-Низская церковь с приделом в честь Рождества Христова и небольшим престолом во имя Иоанна Воина в колокольне.
Возможно, что примерно тогда же была возведена летняя Покровская церковь, представляющая собой каменный шестистолпный трёхапсидный храм. Сведения о её возникновении противоречивы: даты, указанные на антиминсе (1696 год) и в клировых ведомостях (1703 год), могут относиться как к обновлению уже существовавшего храма, так и ко времени его постройки.
В 1720-х — 1730-х годах у Покровской церкви была построена пятиярусная колокольня.
В 1834—1871 годах в приходе Николо-Низской церкви служил священник Михаил Павлович Полетаев (1814—1871), сын священника этой же церкви, выпускник Казанской духовной семинарии 1834 года. При нём в 1857—1862 годах был выстроен двухэтажный каменный дом причта.
Постройки и перестройки храма производились на средства прихожан, а Николо-Низский приход был одним из самых малолюдных в Казани, основную массу прихожан составляли люди низкого достатка. Однако, благодаря инициативе приходского священника, уважаемого среди казанских православных христиан Николая Максимовича Варушкина (1831—1903), служившего здесь в 1871—1903 годах, нашлись благотворители, пожертвовавшие деньги на обновление обветшалого храма. Основные средства на постройку нового здания Николо-Низской церкви предоставили члены строительного комитета купцы Павел Васильевич Щетинкин, Василий Иванович Заусайлов, Александр Никифорович Свешников и Григорий Николаевич Горинов (их имена увековечены в мемориальной доске на стене храма). Только Г. Н. Горинов был прихожанином и старостой этой церкви, все остальные жертвователи жили в других приходах.
В 1883 году старая тёплая Николо-Низская церковь была разобрана, и через два года, в 1885 году, выстроено новое здание — бесстолпный одноглавый одноапсидный храм в эклектичном стиле с элементами классицизма.
В 1892 году была обновлена холодная Покровская церковь. Легенду о том, что «именно тогда, после частичной перестройки, она стала пятиглавой» опровергает снимок 1878 года (https://sobory.ru/photo/370162). Не вызывает сомнений, что её пятиглавое завершение изначально. В 1893 году к северу от церкви выстроили пятиглавую часовню во имя св. Иоанна Воина (архитектор Р. Г. Руш).
В 1930 году, ввиду антирелигиозной государственной политики, Николо-Низская церковь была закрыта. Ко времени возрождения Казанской епархии в 1942 году единственным действующим храмом Казани была кладбищенская церковь Ярославских Чудотворцев на Арском кладбище.
При архиепископе Гермогене (Кожине), в октябре 1946 году, в Казани зарегистрировали вторую православную религиозную общину, которой передали  Николо-Низскую и Покровскую церковь. Она получила статус Никольского кафедрального собора. Руководить работами по обустройству интерьера храма, в течение 15 лет использовавшегося под склад, архиепископ поручил протоиерею Василию Яхонтову (1876—1965). За 5 месяцев собор был подготовлен к службе и 22 марта 1947 года, на память 40 мучеников севастийских, освящён. Этот день стал не только большим праздником для верующих Казани, но и новым престольным праздником собора: в честь 40 севастийских мучеников в нём освятили приставной престол для совершения ранних литургий.

## Архитектура
Никольский кафедральный собор представляет собой архитектурно-административный храмовый комплекс, состоящий из сообщающихся Николо-Низской и Покровской церквей, отдельно стоящих колокольни и часовни, а также ряда церковно-административных зданий.

### Николо-Низская церковь
Церковь именовали упрощённо Николо-Низской, чтобы отличать от других казанских храмов Святого Николая Чудотворца (например, от церквей Николы Тульского, Николы Вешняковского, Николы Ляпуновского, Николы Ратного), некоторые из которых находились в нескольких десятках метров от неё; а «Низской» она называлась из-за того, что располагалась ниже по рельефу, чем рядом стоящая церковь Николы Гостиного. Нередко также употреблялось обозначение «Николо-Нисская церковь», зафиксированное в законе о придании церкви статуса памятника.
Кирпичное, оштукатуренное здание Николо-Низской церкви (Церкви Во Имя Святого Николая Чудотворца) с декоративным убранством фасадов в эклектичном стиле является характерным примером архитектуры конца XIX века.
Объёмная композиция бесстолпного, одноапсидного, одноглавого храма строго симметрична и соответствует классической схеме построения.
Парадный вход в церковь размещён по центральной оси западного фасада, расположенного со стороны улицы Баумана (бывшей Большой Проломной), и акцентирован с двух сторон прямоугольными нишами. Второй вход сделан с южного фасада со стороны церковного двора.
Двухъярусный объём здания обработан плоскими лопатками, которые украшены профилированными филёнками. Прямоугольные окна второго яруса обрамлены сложными наличниками с элементами полуколонок и завершены сандриками. Лепной декор фриза носит геометрический характер и чередуется с триглифами, размещёнными над лопатками.
Здание венчается фигурным аттиком и завершается главкой на гранёном барабане.

### Дом причта
Дом причта — классическое двухэтажное здание с фронтоном, построенное рядом с Николо-Низской церковью в середине XIX века.

### Покровская церковь
Покровская церковь (церковь Покрова Пресвятой Богородицы) является ценным памятником русской архитектуры конца XVII — начала XVIII века, обладающим всеми основными признаками сооружений кремлёвского типа («больших соборов»).
Шестистолпный трёхапсидный храм выложен из кирпича и оштукатурен. Он имеет пять луковичных главок, выполненных в византийском стиле.
Двухсветный, почти кубический объём храма расчленён висячими плоскими лопатками, завершается полуциркульными закомарами, которые украшают поребрик. Полуциркульные оконные проёмы обработаны пышными барочными наличниками с килевидными сандриками. Центральный световой барабан и меньшие по размерам четыре угловых барабана украшены ажурным поясом.
Сохранились древние детали обработки стен и барабанов, увенчанные шлемовидными главками. Внутри храма сохранилась также фресковая роспись на библейские и евангельские сюжеты, в виде отдельных сцен на сводах, ярусах, на стенах и столбах. Иконостас алтаря изготовлен в XVIII веке и хорошо сохранился.
В алтарной части храм соединён с Николо-Низской церковью.
В 2014 году ветхое напольное покрытие храма заменили на современное.

### Колокольня
Колокольня, построенная в начале XVIII века, является высотной доминантой храмового комплекса, памятником архитектуры русского барокко.
Стройное, гармоничное, пятиярусное сооружение, с богатым декором обработки стен ярусов, завершается восьмигранным барабаном с луковичной главкой, покрытой чешуйчатой керамической плиткой тёмно-зелёного цвета. Это единственный сохранившийся в городе экземпляр поливной чешуйчатой керамики, которая широко использовалась в Казани в XVIII веке для покрытия крыш и глав церквей.
Уменьшающиеся кверху по объёму восьмерики колокольни украшены узорными резными деталями и полуколоннами из кирпича. Арочные проёмы обрамлены наличниками. Пышный, характерный для барокко пояс из балясин опоясывает третий и подзвонный ярусы.